# Балме де Сијенжи
Балме де Сијенжи (фр. Balme-de-Sillingy) насеље је и општина у источној Француској у региону Рона-Алпи, у департману Горња Савоја која припада префектури Анси.
По подацима из 2011. године у општини је живело 5029 становника, а густина насељености је износила | становника/km². Општина се простире на површини од | km². Налази се на средњој надморској висини од | метара (максималној 590 m, а минималној 470 m).

## Демографија
| 1962. | 1968. | 1975. | 1982. | 1990. | 1999. | 2011. |
| ----- | ----- | ----- | ----- | ----- | ----- | ----- |
| 573   | 589   | 1.007 | 1.940 | 3.075 | 3.729 | 5.029 |

График промене броја становника у току последњих година